# Proclitus albidipes
Proclitus albidipes är en stekelart som beskrevs av Förster 1871. Proclitus albidipes ingår i släktet Proclitus och familjen brokparasitsteklar. Inga underarter finns listade i Catalogue of Life.